# 5282 Yamatotakeru
5282 Yamatotakeru eller 1988 VT är en asteroid i huvudbältet som upptäcktes den 2 november 1988 av den japanska astronomen Yoshiaki Oshima vid Gekko-observatoriet. Den är uppkallad efter Yamato Takeru i den japanska mytologin.
Asteroiden har en diameter på ungefär 5 kilometer.